# Солуно-Дмитриевское
Солу́но-Дми́триевское — село в Андроповском районе (муниципальном округе) Ставропольского края России.

## Варианты названия
- Салуно-Дмитриевское,
- Солуно-Дмитриевский,
- Солуно-Дмитровское[3].

## Географическое положение
Село находится в нескольких метрах от федеральной трассы Р-217 «Кавказ».
Железнодорожная станция Нагутская на линии Минеральные Воды — Невинномысская.
Расстояние до краевого центра 135 км.
Расстояние до районного центра 18 км.

## История
Село основано в 1868 году (по другим данным — в 1872 году).
В 1918 году на Ставрополье начался процесс коллективизации, не получивший достаточного развития из-за гражданской войны. После окончательного установления советской власти в регионе стали создаваться коммуны и артели, организуемые бывшими красноармейцами. В 1924 году в селе Солуно-Дмитриевском образовались артель имени т. Ильича и животноводческое товарищество «Любители племенного скота».
В 1939—1953 годах Солуно-Дмитриевское было центром Нагутского района.
До 16 марта 2020 года село было административным центром упразднённого Солуно-Дмитриевского сельсовета.

## Население
| 1903  | 1910  | 1926  | 1939  | 1959  | 1970  | 1979  |
| ----- | ----- | ----- | ----- | ----- | ----- | ----- |
| 1669  | ↗2117 | ↗3103 | ↘2696 | ↘2450 | ↗2454 | ↘2338 |
| 1989  | 1999  | 2002  | 2008  | 2010  | 2011  | 2014  |
| ↗2506 | ↗3121 | ↗3212 | ↘3049 | ↗3147 | ↗3183 | ↘3100 |
| 2021  |       |       |       |       |       |       |
| ↗3114 |       |       |       |       |       |       |

По данным переписи 2002 года в национальной структуре населения преобладают русские (78 %).

## Инфраструктура
- Администрация муниципального образования Солуно-Дмитриевский сельсовет
- Филиал компании Coca-Cola HBC (ранее — завод по розливу минеральной воды). Открыт во второй половине 1990-х годов. В первой половине 2010-х годов, после закрытия производства «Кока-колы» в Солуно-Дмитревском, завод переклассифицирован в центр доставки компании[18][19].
- Дом культуры
- Библиотека
- Врачебная амбулатория
- Сбербанк, Доп. офис № 1583/055
- Военно-патриотический клуб «Витязь». Образован 8 мая 2005 года[20]
- Село электрифицировано, газифицировано, улицы частично заасфальтированы.
- Имеется общественное открытое кладбище[21]

## Образование
- Детский сад комбинированного вида № 19 «Золотая рыбка»
- Средняя общеобразовательная школа № 11 имени Ю. В. Андропова. Открыта 5 октября 1930 года[20]
- Филиал Курсавской детской школы искусств

## Памятники
- Братская могила 29 советских воинов, погибших в борьбе с фашистами. 1942—1943, 1952 годы[22]
- Памятник Ю. В. Андропову[23]